# Lac Tasialujjuaq
Der Lac Tasialujjuaq ist ein See auf der Ungava-Halbinsel im Norden der kanadischen Provinz Québec.

## Lage
Der Lac Tasialujjuaq liegt 100 km westsüdwestlich der an der Ungava Bay gelegenen Siedlung Kangirsuk. Der See erstreckt sich in Nord-Süd-Richtung über eine Strecke von 64 km. Seine maximale Breite beträgt 6 km. Er hat eine Fläche von 162 km² und liegt auf einer Höhe von 182 m. Der Rivière Hamelin entwässert den Lac Tasialujjuaq nach Norden hin zum Rivière Arnaud.

## Etymologie
Das Inuit-Wort Tasialujjuaq bedeutet „sehr großer See“.